# 不锈钢复合板
不锈钢複合板（Stainless Steel Plastic Composite Panel）是在一般碳素钢板表面複合一层不锈钢材料而形成的双金属複合钢板。複合方法主要有爆炸複合与轧制複合两种。两种金属的複合界面形成冶金结合，其剪切强度达到210MPa以上。有良好的物理性能和工艺性能。能够进行各种机械加工，用于制造耐腐蚀和洁净度高的机械设备。
爆炸複合和轧制複合两种工艺各有千秋，产品规格在市场上形成互补，分别满足不同的用户要求。爆炸複合工艺主要利用炸药的爆炸能量，推动不锈钢板高速撞击碳钢基材，使结合界面形成焊接。它的工艺特点适合于生产厚规格的不锈钢複合板，同时也能对各种有色金属板材进行爆炸焊接。
轧制複合工艺是利用轧机压力使複合坯变形而实现界面焊接。複合钢板的轧制是複合界面处于真空状态下进行的。複合钢坯的制备涉及多种技术，是轧制不锈钢板的关键环节。轧制比较适合生产较薄的规格，还可以生产不锈钢複合卷板，具有生产效率高，交货速度快的特点。